# Ekensholm

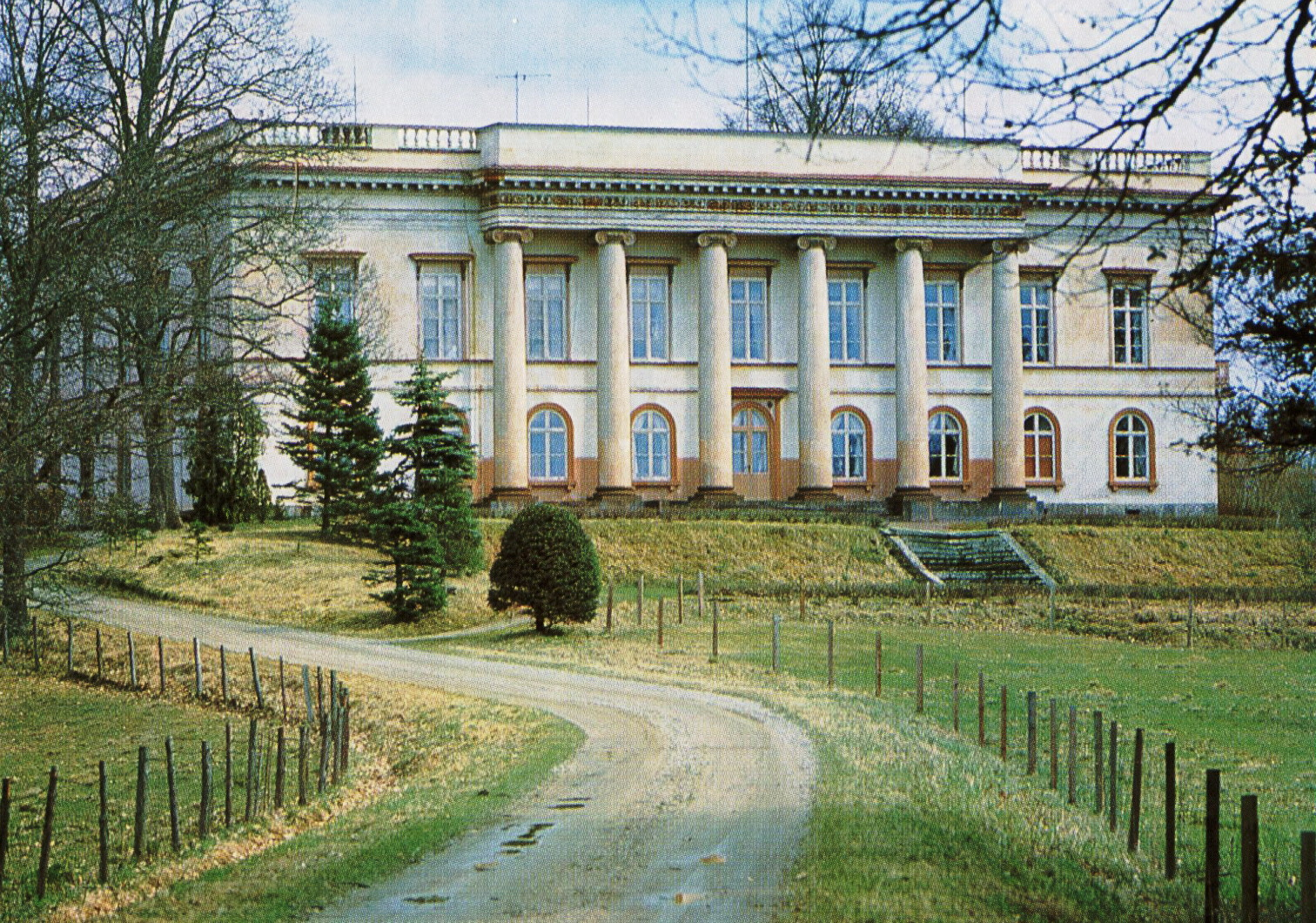
Ekensholms huvudbyggnad, fasad mot väster, 1967.

Ekensholm är en slottsliknande herrgård och ett tidigare säteri vid norra stranden av sjön Dunkern i Dunkers socken, Flens kommun, Södermanlands län. Nuvarande huvudbyggnad uppfördes 1827 för  Knut Kurck.

## Historia

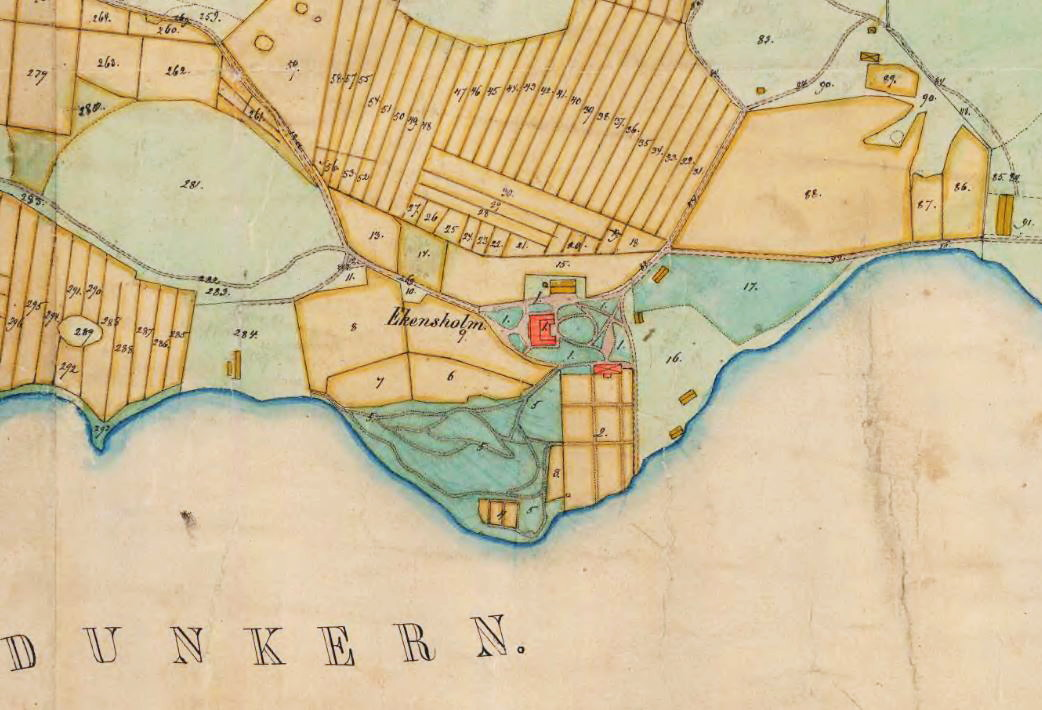
Ekensholm 1883.

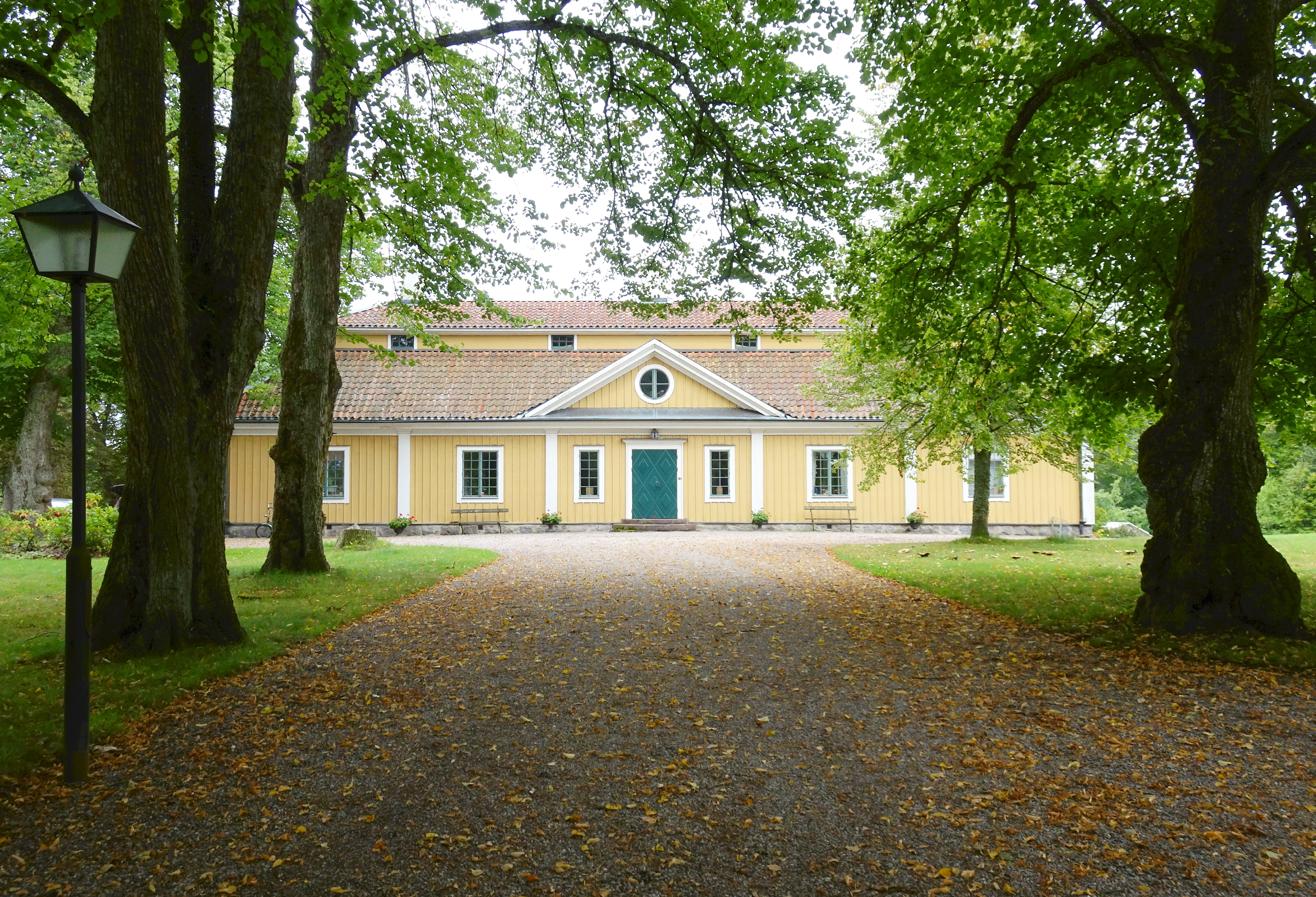
Flygeln, den gamla huvudbyggnaden.

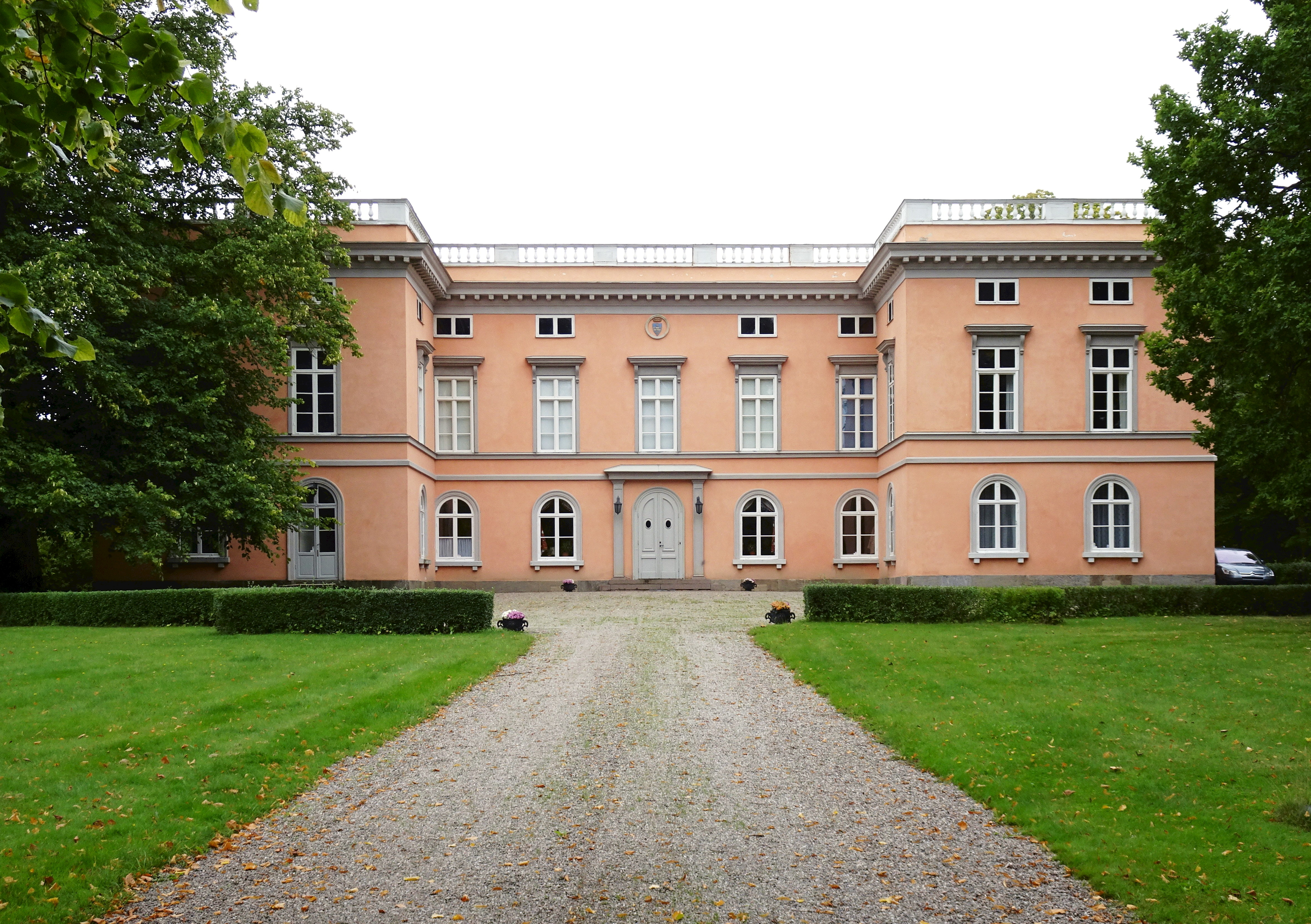
Huvudbyggnaden, fasad mot öster.

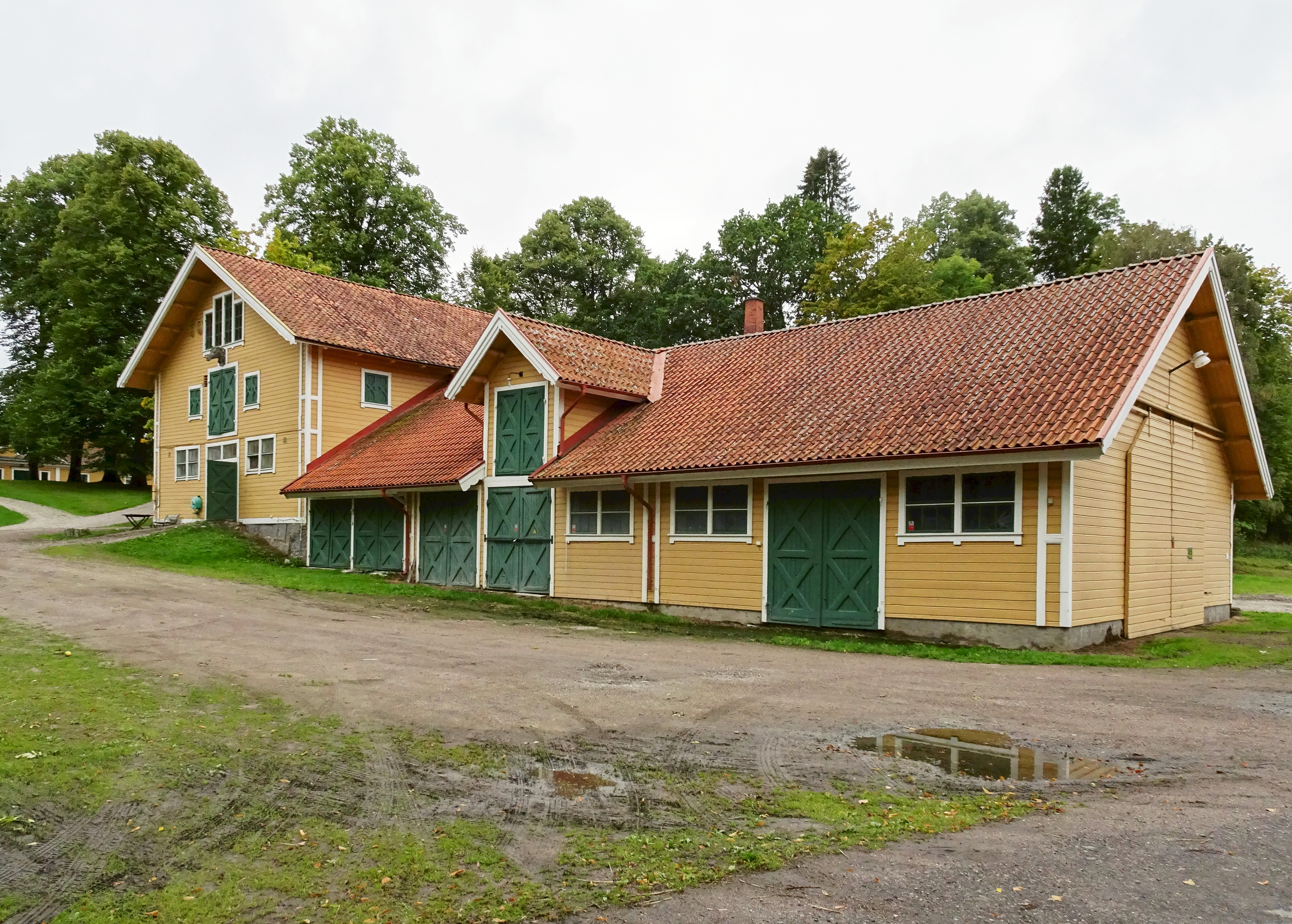
Ekonomibyggnader.

Ekensholm hette ursprungligen Holmen och omnämns första gången 1593 i skrift. Holmen gavs i en förläning till ståthållaren i Stockholm, Hans von Masenbach (född omkring 1526, död 1607) och lydde då som torp under Herrökna säteri i Gryts socken. Före 1619 bebyggde hans änka Margareta Vogtin von Fronhausen (död omkring 1624) Holmen som säteri med 2½ mantal inom rå och rör.
Genom arv gick gården till ryttmästaren Knut Pedersson Lillie (död 1668). Från sonen Kurt Lillie reducerades egendomen till kronan 1684, men han fick tillstånd att sitta kvar på gården livet ut. Hans ekonomi var dock ansträngd och han hade problem med att hålla gården i stånd. Ungefär samtidigt började den kungliga ryttmästaren Nils Erdtman Schönberg (1639–1728) intressera sig för traktens järnbruk och gruvor, bland dem Björndammens masugn, Starrsätters gruvor och stångjärnshammaren i Stålboga. Schönberg blev på 1690-talet genom byten och köp ägare till industrierna och gav särskild Björndammens masugn en välbehövlig upprustning. Han köpte även Holmens säteri (det senare Ekensholm) och kom så i besittning av dess ägor.
I början av 1700-talet gick gården genom arv till hovrättsrådet Lars Carpelan (död 1737), som ägde gods i Finland men även skrev sig på Holmen. Godset stannade i släkten Carpelan till 1792 då det såldes till friherren  Knut Kurck. Han ändrade egendomens namn till Ekensholm och lät 1827 uppföra den nuvarande slottsliknande byggnaden nordväst om den gamla huvudbyggnaden som fick stå kvar. 
Ekensholm har sedan ägts av en lång rad olika familjer, bland dem Ludvig von Friesendorff genom giftermål med Knut Kurck dotter Carolina Gustava Kurck, brukspatron Per Jansson och hans svärson brukspatron  Gustaf Bernhardt, brukspatron Conrad Fitinghoff som bodde här med sin hustru Laura Fitinghoff, häradshövdingen Carl Alexanderson och överste Henrik Albrecht von Stockenström (död 1914). Den senare ägde även närbelägna Ånhammar.
Ekenholms slott ägs numer av greve Archibald Douglas, som bor där tillsammans med sin hustru Walburga Habsburg Douglas, tidigare svensk riksdagsledamot och född österrikisk ärkehertiginna och ungersk prinsessa.

## Bebyggelsen

### Huvudbyggnaden

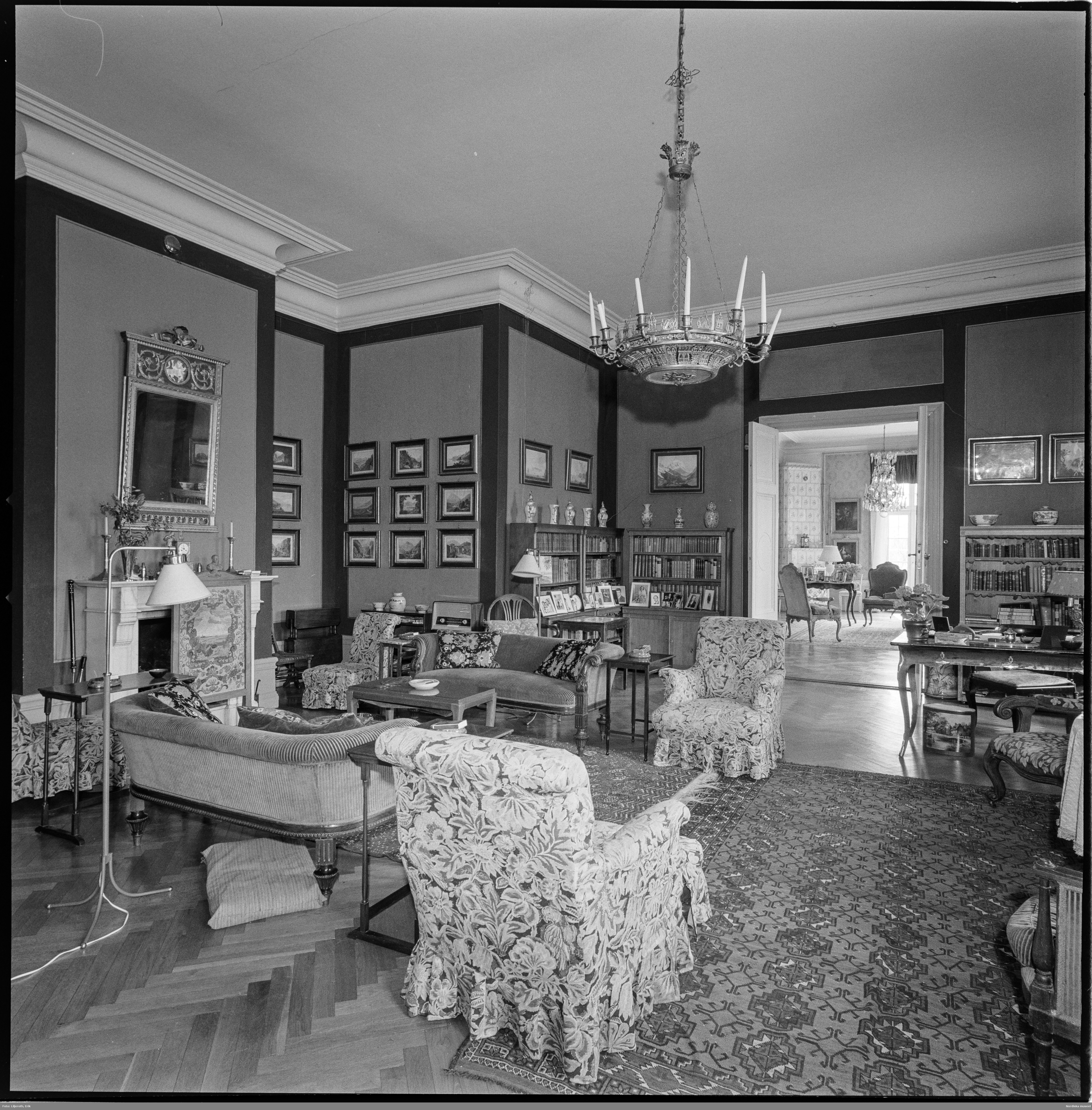
Interiörbild från Ekensholm, 1960-tal.

Corps de logi uppfördes 1827 av sten i två våningar i italiensk nyklassicism när Knut Kurck var ägare. Byggnadens västfasad pryds av sex höga joniska kolonner. Mot öster är byggnadskroppen förlängd med två flyglar så att hela komplexet bildar ett "U". Över huvudingången på slottets östra fasad finns det Kurckska vapnet. Taket är platt och omges av en balustrad. Under takfoten löper en tandsnittsmyckad gesims runt hela byggnaden. Huset är putsat och avfärgat i gammalrosa kulör. I huset finns omkring 20 rum. Mellan åren 1898 och 1899 renoverades Ekensholms huvudbyggnad. Ansvarig arkitekt var Agi Lindegren. Bland annat formgav han den väldiga trapphallen i engelsk stil.

### Flygeln
Södra flygeln är den ursprungliga huvudbyggnaden. Det är ett gulfärgat trähus i en våning under ett säteritak och uppfördes i början av 1600-talet då Margareta Vogtin von Fronhausen var ägare. Flygeln är restaurerad och moderniserad och användes till arbetarbostad.

### Övrig bebyggelse
Vid uppfarten till huvudbyggnaden märks gårdens stall och ladugård. Uppförda 1913. Norr om slottet finns ett litet privat flygfält. Verksamheten på Ekensholm idag består av spannmålsproduktion. Marken är utarrenderad till Agroelit AB sedan 1992.